# یژووی
یژووی (به چکی: Ježovy) یک منطقهٔ مسکونی در جمهوری چک است که در ناحیه کلاتووی واقع شده‌است. یژووی ۱۱٫۴۷ کیلومتر مربع مساحت و ۲۴۸ نفر جمعیت دارد و ۴۵۸ متر بالاتر از سطح دریا واقع شده‌است.